# Memorando de Políticas Económicas e Financeiras (Portugal)
O Memorando de Políticas Económicas e Financeiras, também conhecido como Memorando de Entendimento ou Plano da tróica, é um acordo de entendimento celebrado em maio de 2011 entre o Estado Português e o Fundo Monetário Internacional, a Comissão Europeia e o Banco Central Europeu, visando o equilíbrio das contas públicas e o aumento da competitividade em Portugal, como condição necessária para o empréstimo pecuniário de 78 mil milhões de euros que estas três entidades concederam ao Estado português.
Segundo o memorando de entendimento firmado entre o Governo e a tróica, o compromisso de Portugal foi atingir um défice de 5,9 por cento em 2011 (contra os 4,6 por cento anteriores), 4,5 por cento em 2012 e 3 por cento em 2013, quando a meta anterior era de 2 por cento.
O memorando indica que estas metas irão estabilizar a dívida pública por volta de 2013, acrescentando que tal reflete um apropriado equilíbrio entre as ações necessárias para restaurar a confiança dos mercados e assegurar que este ajustamento não prejudique excessivamente o desenvolvimento da economia e do emprego.

## A Tróica em Portugal
Em Portugal, a tróica foi chefiada em abril de 2011 por Jürgen Kröger (Comissão Europeia) e contando também com Poul Thomsen (FMI) e Rasmus Rüffer (BCE). Manteve-se me Portugal até 17 de maio de 2014.
A tróica tem como plano, a assistência técnica às autoridades portuguesas na implementação das reformas estruturais na área das finanças públicas, tendo em conta os compromissos assumidos por Portugal. A tróica ficou encarregue de avaliar as contas reais de Portugal para definir as necessidades de financiamento do país. Neste âmbito são analisados os procedimentos inerentes à preparação e execução do Orçamento do Estado, o reporte e partilha de informação na área das finanças públicas e a monitorização dos principais riscos à execução orçamental.
O Governo português chegou a um acordo (memorando) com a tróica para uma ajuda financeira a Portugal de 78 mil milhões de euros a três anos.
Os chefes da missão da tróica acompanham o cumprimento do memorando em Portugal, de três em três meses, no sentido de garantir que o Governo se mantém no "bom caminho" para a recuperação da economia. O objetivo é que a "desalavancagem" do empréstimo decorra de modo a não bloquear o crescimento económico, uma vez que o êxito deste programa depende das reformas estruturais, no sentido de tornar a economia aberta e competitiva.